# Ambilobea
Ambilobea, monotipski biljni rod iz porodice brezuljevki. jedina vrsta je madagaskarski endem A. madagascariensis, prvi puta opisana 1962. kao Boswellia madagascariensis
Novi rod opisan je 2008. godine i predloženo je da se ukjljuči u tribus Garugeae zajedno s rodovima Boswellia, Canarium, Dacryodes, Garuga, Haplolobus, Pseudodacryodes, Rosselia, Santiria, Scutinanthe, Trattinnickia i Triomma,